# Derolus hoelzeli
Derolus hoelzeli är en skalbaggsart som beskrevs av Karl Adlbauer 1994. Derolus hoelzeli ingår i släktet Derolus och familjen långhorningar.
Artens utbredningsområde är:
- Botswana.
- Zimbabwe.

Inga underarter finns listade i Catalogue of Life.